# Artfjället
Artfjället (Aartege en same du Sud, Artfjellet en norvégien) est un massif montagneux situé dans le comté de Västerbotten, en Laponie suédoise, avec une petite partie dans le fylke de Nordland en Norvège. Le massif est en grande partie inclus dans la réserve naturelle de Vindelfjällen. Il est situé dans l'alignement du massif de Okstindan du côté norvégien. Artfjället culmine à 1 471 m au Brakkonnjuone. Le massif est constitué principalement de calcaire ce qui donne lieu à un modelé karstique avec en particulier des grottes, ainsi qu'à une flore particulièrement riche.